# Hiraab
Hiraab és un subclan somali, del grup dels gorgaarte del gran grup de clans Hawiye. Els hiraab viuen principalment al centre i sud de Somàlia entre Gaalkacyo i Kismayo. Alguns subclans viuen a la costa, com els abgaal que viuen a Mogadiscio, mentre d'altres viuen a la Regió Somali d'Etiòpia.
A la primera meitat del segle xviii es van revoltar contra el sultà de Qalafo (dinastia Ajuuraan) i van formar el sultanat d'Hiraab, que va incloure la ciutat d'Hobyo, i estava governat per un imam, que pertanyia al clan mugudol, subclan abgaal.

## Subclans
- Martiile 
  - SHËËKHÄL:(1+)
- Maxamuud Hiraab 
  - DÜDÜBLÝ:(1+)
- `Mūdẖēər-KɛṢZ:{4+} (مطير)
  - Habar Gedir Heiraab.
- Munddulood Ḥāwəyē: {4+}
  - Udeejeen or Ciise Mü.,
  - Daroo Munddulood.
  - Wacweytan Mü.,
  - Darandoole Mü.,
    - Hiilebi D. Mü
    - ÖÜŞMÄN Sultanate:
    - ÄBQÄÄL,(Ābāāġē), (Äli Öüsmän): AF-Somali:(Cali Cousmaan)
      - Wacdaan
      - Moobleen
      - Iilawaay